# Ennada innotata
Ennada innotata là một loài bướm đêm trong họ Geometridae.